# 奇黑利斯 (华盛顿州)
奇黑利斯（英文：Chehalis），是美国华盛顿州刘易斯县下属的一座城市。根据 2000年美国人口普查，该市有人口7,057人。根据2010年美国人口普查，该市有人口7,259人。而2011年估计该市有7,299人。